# Adesmia ameghinoi
Adesmia ameghinoi es una especie  de planta con flores de la familia Fabaceae.  Es originaria de Argentina.

## Taxonomía
Adesmia ameghinoi fue descrita por Carlos Luis Spegazzini y publicado en Revista de la facultad de agronomia; universidad nacional de La Plata 3: 507. 1897.
Etimología
Adesmia: nombre genérico que deriva de las palabras griegas: 
a- (sin) y desme (paquete), en referencia a los estambres libres.
ameghinoi: epíteto otorgado en honor del botánico Florentino Ameghino.
Sinonimia
- Patagonium ameghinoi (Speg.) Speg.	[4]